# Asedio de Badajoz (1658)
El 4.º asedio de Badajoz tuvo lugar entre julio y octubre de 1658, durante la Guerra de Restauración portuguesa (1640-1668). Un gran ejército portugués al mando de Joanne Mendes de Vasconcelos, gobernador del Alentejo, intentó tomar la ciudad fronteriza española de Badajoz, un enclave estratégico en el que estaba acuartelado el Ejército de Extremadura. Las murallas de la ciudad eran esencialmente medievales y los portugueses, que las habían atacado en tres ocasiones anteriores durante la guerra, las consideraban vulnerables.
En 1658, Mendes de Vasconcelos reunió un ejército en Elvas y avanzó hacia la cercana Badajoz. Las defensas de la ciudad extremeña eran muy pobres y las tropas españolas, bajo el mando de Francisco Tuttavilla, duque de San Germán, tan solo querían sobrevivir hasta que el ejército español consiguiera enviar una fuerza de rescate. Los portugueses comenzaron lanzando un asalto directo a Badajoz con la esperanza de tomar el estratégico y bien defendido fuerte de San Cristóbal, pero después de veintidós días hubieron de desistir. Por ello, decidieron cercar y aislar la ciudad, gracias a lo cual consiguieron tomar el fuerte de San Miguel, a las afueras de Badajoz. A pesar de este éxito, la ciudad resistió.
El sitio duró cuatro meses, tiempo durante el cual los portugueses perdieron un tercio de sus hombres por culpa de los combates, de un brote de peste y de las deserciones. La llegada en octubre de un ejército de rescate comandado por Luis de Haro, favorito del rey Felipe IV de España, puso fin al asedio de la ciudad extremeña. El comandante portugués, Mendes de Vasconcelos, fue despojado de su rango y encarcelado por el fracaso del sitio.
Aprovechando la retirada lusa, Luis de Haro entró en Portugal y sitió Elvas, localidad fortificada situada a tan solo 15 km de Badajoz y plaza clave para la defensa de todo el centro de Portugal. Allí se había refugiado el ejército portugués que había sitiado Badajoz, donde los soldados fueron víctimas de otro catastrófico brote de peste. Sin embargo, un pequeño ejército portugués de rescate consiguió derrotar a los españoles en la decisiva batalla de las Líneas de Elvas, librada el 14 de enero de 1659. A pesar de los éxitos españoles en el frente gallego de esta guerra, la catastrófica derrota de los españoles en Elvas allanó el camino para la independencia de Portugal, que pertenecía a la monarquía española desde 1580.

## Trasfondo
Después de la muerte de Juan IV de Portugal en 1656, y en el marco de la Guerra de Restauración portuguesa (1640-1668), los españoles lanzaron varias ofensivas contra territorio luso, principalmente desde Extremadura, pero también desde Galicia para abrir un segundo frente y obligar a los portugueses a dividir sus fuerzas. El Ejército español de Extremadura, recientemente reforzado con tropas veteranas de la guerra contra Francia, estaba comandado por Francisco Tuttavilla, duque de San Germán, que nombró como general de artillería y segundo al mando a Gaspar Téllez-Girón, duque de Osuna. En 1657 ambos pusieron sitio y conquistaron la entonces ciudad portuguesa de Olivenza con 8000 soldados y 29 cañones. El intento desesperado del conde de San Lorenzo, gobernador militar del Alentejo, de obligarlos a salir de la localidad con un ataque sorpresa a Badajoz fue infructuoso. La cercana villa de Mourão también fue conquistada por los españoles poco después, por lo que el conde de San Lorenzo fue relevado del mando y sustituido por Joanne Mendes de Vasconcelos. El nuevo general portugués retomó en los siguientes meses Mourão y Olivenza aprovechando que las guarniciones españolas habían sido reducidas por la necesidad de enviar hombres a Cataluña para luchar contra los ejércitos franceses.

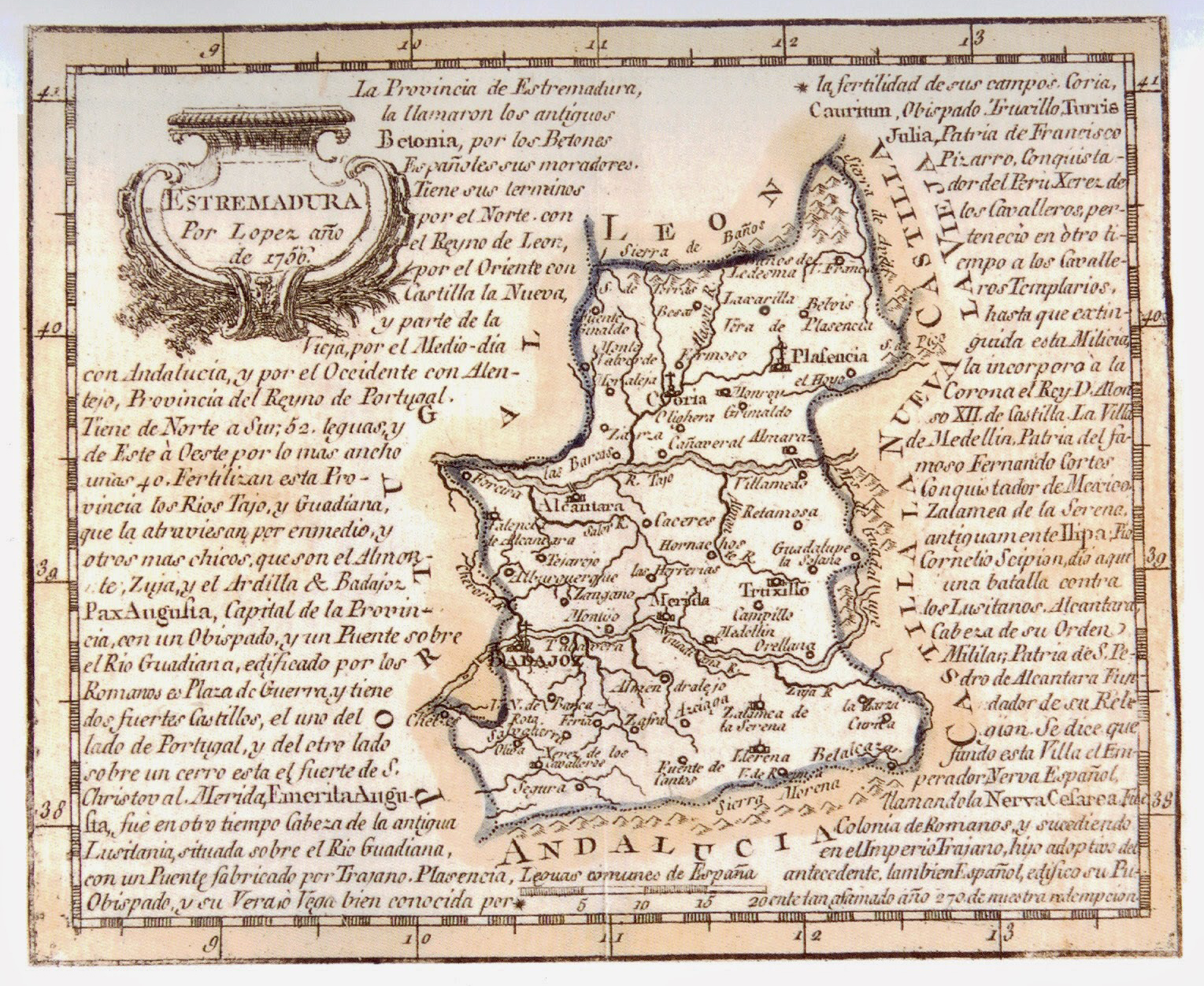
Mapa de la Provincia de Extremadura elaborado en 1766 por el cartógrafo español Tomás López.

Mendes de Vasconcelos, envalentonado por sus rápidos éxitos, le prometió a la reina regente de Portugal, Luisa Francisca de Guzmán, que ocuparía la ciudad fortificada de Badajoz, acuartelamiento del Ejército de Extremadura y sin duda la plaza clave en la frontera entre Castilla y Portugal. El conde de Sabugal sugirió que sería más fácil y provechosa una ofensiva en el norte para intentar conquistar la localidad gallega de Tuy, donde el clima sería más benevolente y además se aseguraría la región Entre Douro e Minho. A pesar de esta propuesta, la reina y sus ministros se decantaron por el plan de Mendes de Vasconcelos, quien recibió el mando de un ejército compuesto por 14 000 infantes, 3000 unidades de caballería, veinte cañones y dos morteros, que se concentraron en la localidad de Elvas, a tiro de piedra de Badajoz. El segundo al mando con Mendes de Vasconcelos fue el general Rodrigo de Castro, recién nombrado maestre de campo y amigo del conde de Soure, rival de Vasconcelos en la corte, circunstancia que fue motivo de fricción entre ambos.
Badajoz estaba amurallada y contaba entonces con una guarnición de 4000 soldados de infantería y 2000 de caballería. El gobernador militar de la ciudad fortificada era Diego Paniagua y Zúñiga, marqués de Lanzarote, pero el mando del ejército lo tenía el duque de San Germán, que se había retirado a Badajoz tras la pérdida de Olivenza. La infantería estaba dirigida por Diego Caballero de Illescas, los tercios por Rodrigo de Múgica y Butrón, la caballería por el duque de Osuna y la artillería por Gaspar de la Cueva, hermano del entonces virrey de Nueva España. Las defensas de la ciudad constaban esencialmente de una alcazaba musulmana y una muralla almohade, ambas levantadas en la Edad Media, así como de varios bastiones y revellines construidos al comienzo de la guerra con Portugal en 1640.

## Asedio

### Maniobras preliminares

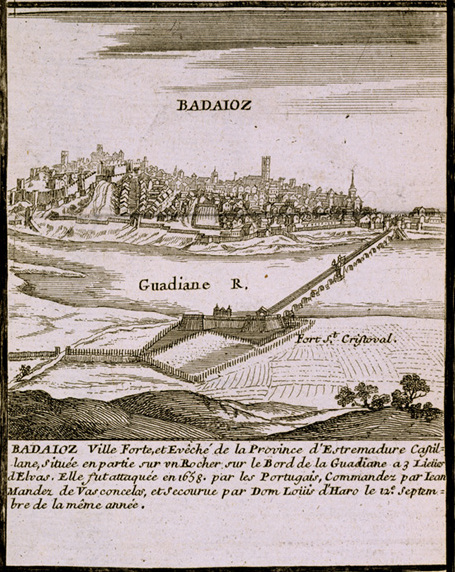
Vista del fuerte de San Cristóbal y de Badajoz desde el oeste en un grabado de G. Baillieu.

El ejército portugués partió de Elvas el 12 de julio y se presentó a las afueras de Badajoz al día siguiente. Una compañía de coraceros bajo el mando de Luiz de Menezes y algunas unidades de caballería dirigidas por André de Albuquerque se enfrentaron cerca del puente sobre el río Guadiana a una unidad de caballería española liderada por el duque de Osuna. El encuentro fue sangriento y terminó cuando los españoles decidieron buscar refugio tras los muros de la ciudad. Mendes de Vasconcelos llegó poco después junto con el grueso del ejército, la artillería y numerosos carros de suministros traídos desde Elvas. Viendo el tamaño del ejército portugués, el duque de San Germán envió a toda prisa un mensaje al rey Felipe IV pidiendo ayuda.
A pesar de que el peligro de un ataque portugués se estaba cerniendo sobre Badajoz desde hacía casi dos décadas, la ciudad y sus defensas no estaban preparadas. La guarnición tenía poca munición y víveres, los soldados vestían con harapos y ningún ciudadano pacense estaba capacitado para empuñar las armas. El duque de San Germán puso enseguida a la tropa y a los habitantes de la localidad a trabajar para fortalecer las defensas y almacenar comida. Por el contrario, los zapadores portugueses comenzaron a preparar el terreno para un asalto a la fortaleza. Mendes de Vasconcelos había decidido, en un consejo de guerra celebrado junto a otros altos mandos, atacar el fuerte de San Cristóbal, un punto clave para la toma de la ciudad. Este fuerte era de reciente construcción, pues se había levantado después de 1640, y protegía la cabeza de puente sobre el río Guadiana y el acceso a la ciudad desde el oeste. Los zapadores españoles, protegidos por la caballería del duque de Osuna, rápidamente arreglaron un reducto en el acceso al puente y ensancharon las trincheras que conectaban este con el cercano fuerte de San Cristóbal, cuya guarnición se reforzaba cada día a través de esta vía de comunicación bien protegida.

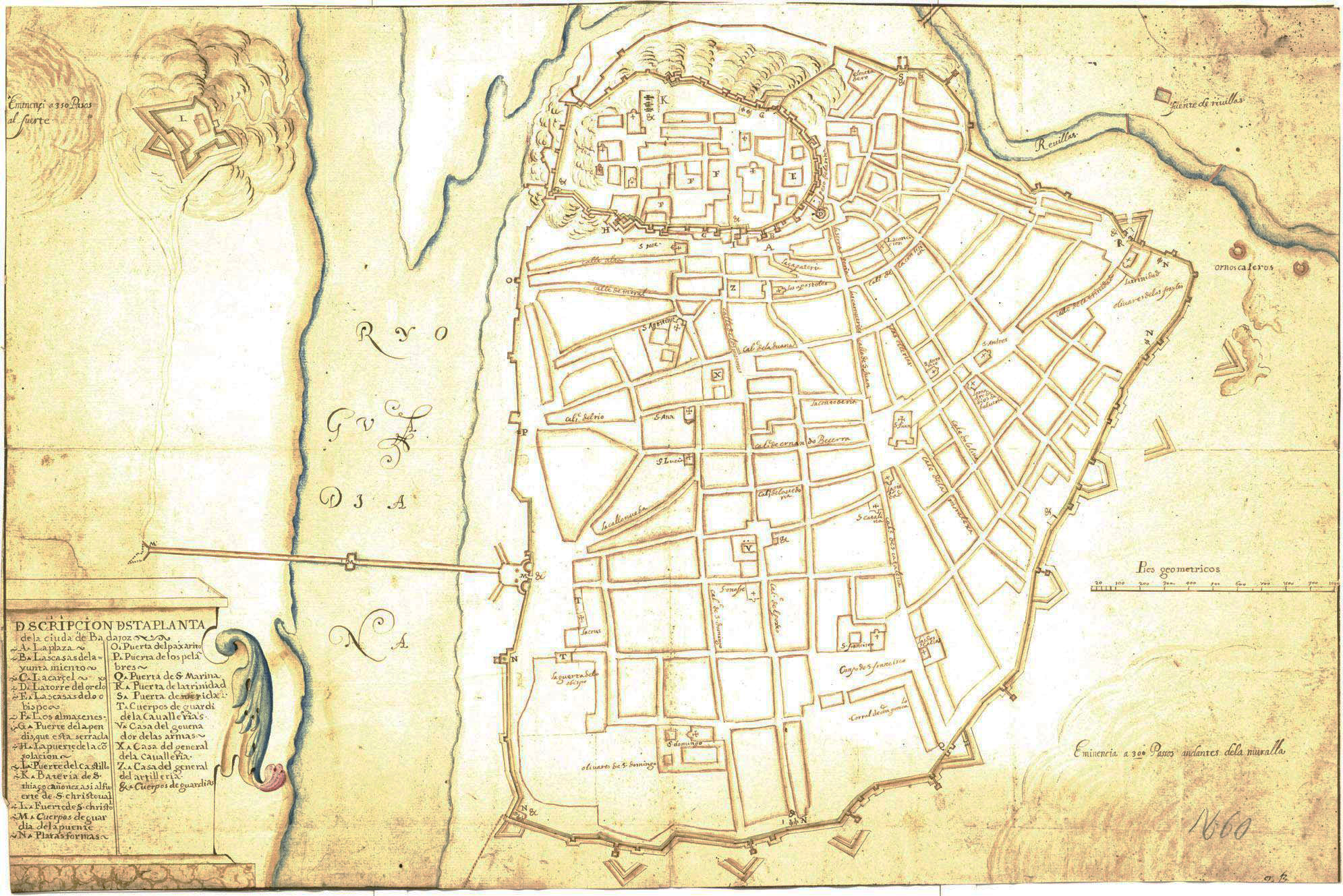
Planta de las Fortificaciones de Badajoz, c. 1645

Los portugueses prepararon a fondo el asalto. Su plan era que seis escuadrones comandados por João da Silva bloquearan la entrada al puente y aislaran el fuerte de San Cristóbal, que sería después atacado por las tropas de Alfonso Futrado y de Simon Correa da Silva. Al maestre de campo Diogo Gomes se le encomendó la tarea de cortar las comunicaciones por el río y Pedro Almado llevaría a cabo ataques de distracción en otros fuertes cercanos de menor importancia. Asimismo, los portugueses desplegaron varios regimientos de caballería porque preveían una resistencia feroz por parte de los españoles. Sin embargo, el asalto fue un tremendo fracaso porque después de veintidós días de ataques incesantes por parte de las tropas lusas, durante los cuales los defensores liderados por el marqués de Lanzarote prácticamente aniquilaron el regimiento de Almado con fuego de mosquetes y bombas incendiarias, Mendes de Vasconcelos ordenó la retirada.

### Intento de cerco
El general portugués, convencido de la imposibilidad de tomar la ciudad al asalto, cambió de estrategia y decidió crear un cerco alrededor de Badajoz con la intención de aislarla. Mientras tanto, los españoles estaban reforzando sus defensas con la creación de revellines entre las torres medievales y frente a ellas. También se reforzaron varios fuertes periféricos con la finalidad de impedir las maniobras de circunvalación de los portugueses y obligarles a crear un perímetro muy extenso. Uno de estos fuertes era el de San Miguel, diseñado con una planta en forma de estrella, con capacidad para seiscientos soldados y construido alrededor de una ermita. Contaba con cinco baluartes y un parapeto a prueba de artillería.

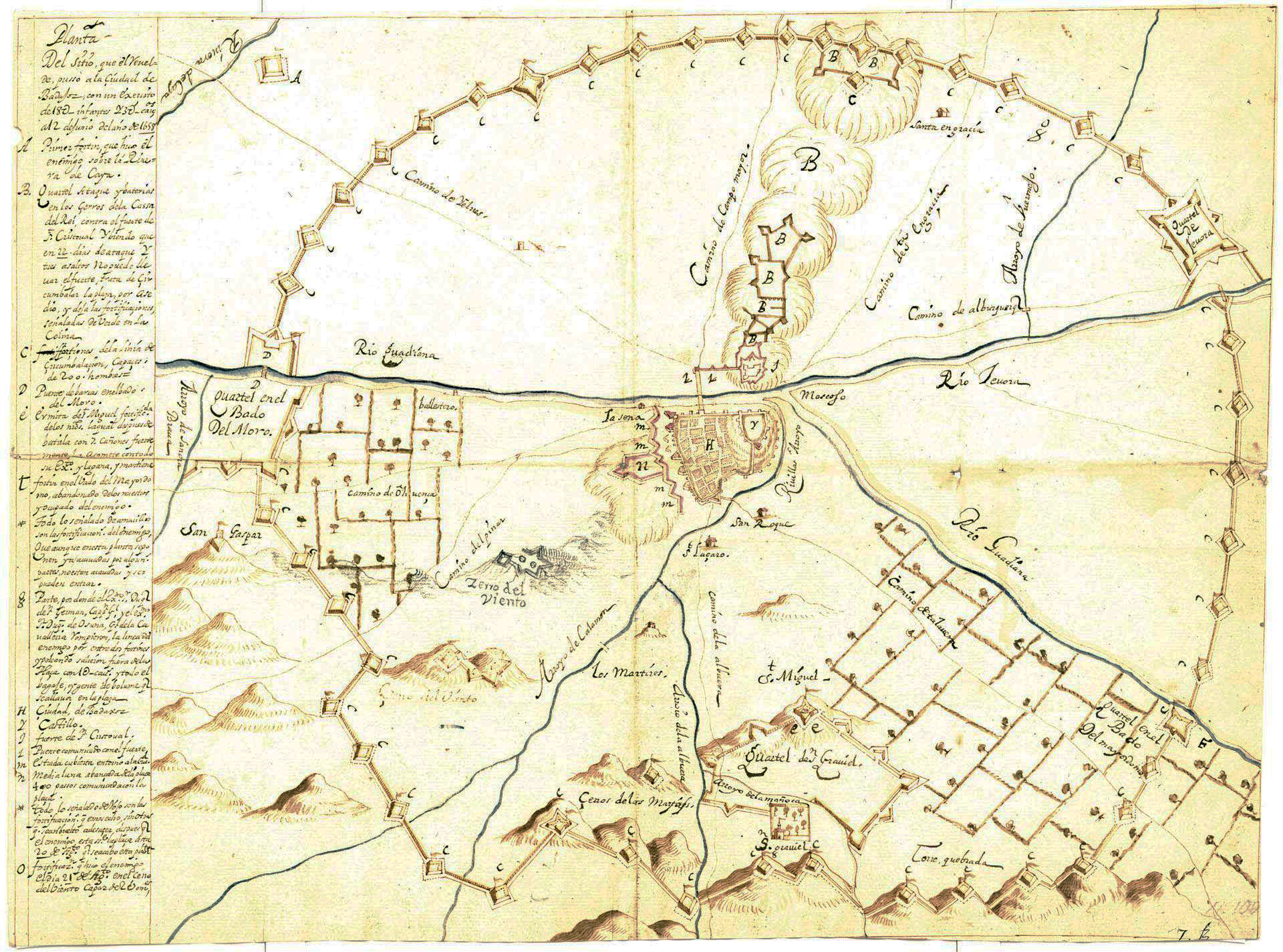
Mapa coetáneo del cerco portugués de Badajoz en 1658, en el que se representan los fuertes españoles y la línea de circunvalación portuguesa para aislar la ciudad. El norte queda a la derecha del mapa.

Los zapadores portugueses construyeron un puente de barcas en el río Guadiana, en el lugar llamado Vado del Moro, por el que las tropas de Vasconcelos cruzaron a la orilla este del río. Tras reforzar Santa Engracia, al norte del fuerte de San Cristóbal, y un puente sobre el río Gévora, comenzaron a crear un cerco en forma de arco desde Gévora hasta el Vado del Moro. El fortín del Vado del Mayordomo, cercano al Guadiana y que había sido abandonado por su guarnición poco después de su construcción, fue incorporado por los portugueses a la línea de circunvalación. También trataron de ocupar el Cerro del Viento, cercano al Vado del Moro, pero fueron repelidos por una guarnición española y hubieron de crear el cerco detrás de la elevación. Dada la importancia estratégica del Cerro del Viento, el general italiano Ventura de Tarragona había proyectado levantar un fuerte en el cercano Cerro de los Mayas, pero el proyecto no se concluyó por la huida de los soldados y el fuerte de San Miguel quedó vulnerable.
Mendes de Vasconcelos ordenó a André de Albuquerque, a Rodrigo de Castro y al conde de Misquitella ocupar el convento de San Gabriel, misión para la que se asignaron toda la caballería y cinco terços del ejército portugués. La fuerza lusa atravesó el indefenso Cerro de las Mayas y tomó rápidamente el convento, cuya escasa guarnición española se rindió. Los zapadores lusos comenzaron a levantar un fuerte frente a la atalaya conocida como «Torre Quebrada», ubicada entre el convento y el fuerte de San Miguel. Este fuerte, en manos españolas, estaba dificultando mucho la creación del cerco para aislar Badajoz y su toma se convirtió en una prioridad para Vasconcelos. Albuquerque y el conde de Misquitellos, con ayuda de los ingenieros Nicolao de Lanres, Pedro de S. Coloma y Luiz Serrão Pimentel, planearon el asalto a la fortificación.
El 20 de junio, después de un bombardeo ineficaz con seis cañones que trataron de abrir una brecha en el parapeto, los tercios y la caballería portugueses recibieron la orden de atacar. Su avance se vio dificultado por unos viñedos, a lo que se sumó un ataque de la caballería española comandada por el duque de Osuna, que sorprendió a cinco batallones portugueses en vanguardia. A la caballería siguieron los tercios españoles liderados por el duque de San Germán, que habían salido de la ciudad para contraatacar. Albuquerque ordenó a Luiz de Menezes reforzar sus batallones de vanguardia y la caballería portuguesa entró en combate, gracias a lo cual los portugueses repelieron el contraataque español y se hicieron con el control del fuerte de San Miguel.

### Escaramuza y bombardeo

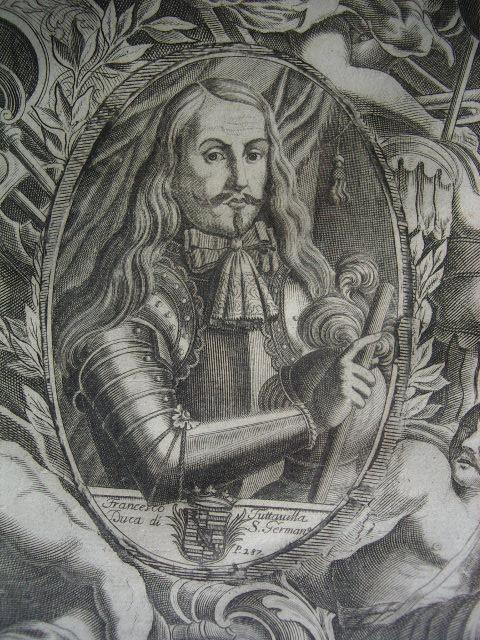
Francisco Tuttavilla, duque de San Germán.

La captura del fuerte San Miguel permitió a los zapadores portugueses terminar el cerco de la ciudad, que consistía en una línea continua de pequeños fuertes ocupados por guarniciones, cuyo número variaba entre unas pocas decenas y doscientos soldados. Los españoles también continuaron fortaleciendo las defensas de Badajoz: la sección suroeste de la muralla se reforzó en Pardaleras y enfrente de la puerta de Santa María se creó un revellín de cuatrocientos metros. En esta fase del sitio no hubo confrontaciones importantes, salvo una emboscada montada por André de Albuquerque cerca de San Gabriel contra un convoy de suministros español enviado desde La Albuera y unas pocas salidas de la guarnición de la ciudad para entorpecer los trabajos del cerco portugués. Un ataque nocturno llevado a cabo por el duque de Osuna contra una sección portuguesa acabó con la vida de doscientos soldados y cuarenta caballos de Mendes de Vasconcelos.
El 6 de agosto, los duques de Osuna y San Germán abandonaron Badajoz acompañados de un fuerte destacamento de 1200 unidades de caballería, rompieron el cerco entre dos fuertes portugueses cerca de Santa Engracia y cabalgaron al norte, hasta la localidad de Alburquerque. El duque de San Germán fue reemplazado en el mando por Rodrigo de Múgica y Butrón, su maestre de campo. Los sitiados españoles concentraron sus esfuerzos en la defensa del gran revellín de Pardaleras con una guarnición de 2000 soldados y 1000 unidades de caballería, una zona que era atacada por el fuego de la artillería portuguesa dispuesta en el Cerro del Viento y el fuerte de San Miguel. A finales de agosto llegaron a oídos portugueses noticias de un ejército español de rescate comandado por el favorito del rey Felipe IV, Luis de Haro, lo que incrementó la presión sobre Mendes de Vasconcelos para poner fin a la toma de la ciudad extremeña. A pesar de todos los esfuerzos, el bombardeo de las defensas de Badajoz tan solo produjo daños menores y el tremendo calor veraniego y una plaga de peste estaban diezmando al ejército portugués.

### Rescate
El duque de Medina de las Torres había sugerido que el propio rey Felipe IV, en compañía de todos los grandes de España, debía encabezar el ejército de rescate de Badajoz. Luis de Haro, sin embargo, temía que la reina Mariana de Austria se quedara con el gobierno del reino en ausencia del monarca y por ello decidió ofrecerse para comandar la fuerza de socorro. Su ejército constaba de entre ocho y doce mil soldados de infantería y entre mil y cuatro mil unidades de caballería. Esta fuerza no llegó a Badajoz hasta mediados de octubre, pero su aparición obligó a Mendes de Vasconcelos a levantar el sitio. Los portugueses incendiaron los edificios levantados en el Cerro del Viento y destruyeron el puente sobre el río Gévora, tras lo que se retiraron en dirección a Elvas sin ser molestados por los españoles. Después de cuatro meses de asedio, las bajas en el ejército luso eran de unos 6200 hombres, muchos de ellos víctimas de la peste.

## Consecuencias

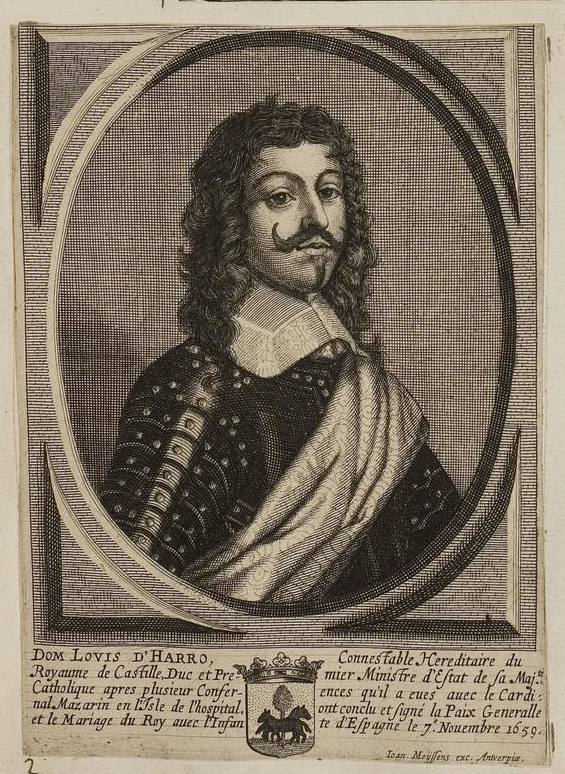
Luis de Haro, comandante del ejército de rescate que acabó con el asedio de Badajoz, resultó derrotado poco después en la batalla de las Líneas de Elvas.

Cuando el ejército español de rescate entró en Badajoz, fue aclamado por los pacenses al grito de «Liberador de la ciudad y restaurador de la monarquía». En Portugal, la reina Luisa de Guzmán encarceló a Joanne Mendes de Vasconcelos por el fracaso de la campaña. Desde el norte llegó además la noticia de otro revés para los intereses lusos, pues un ejército español comandado por Rodrigo Pimentel, marqués de Viana y gobernador de Galicia, había entrado en territorio portugués y derrotado a las fuerzas de João Rodrigues de Vasconcelos e Sousa, conde de Castelo Melhor, en la batalla de Vilanova, librada el 17 de septiembre de 1658. En los siguientes meses los españoles tomaron las localidades de Lapela, Monção y Salvatierra de Miño, además de varios fuertes.
Mientras tanto, Luis de Haro también había decidido por su cuenta atacar en Portugal y, en contra del consejo del duque de San Germán, avanzó hacia la villa fortificada de Elvas. Las fuerzas españolas se presentaron en la localidad lusa el 22 de octubre y comenzaron a asediarla. Las fortificaciones de esta villa no podían soportar un asalto a gran escala con artillería pesada, pero sí resistir el tiempo suficiente para que los portugueses concentraran un ejército de rescate en la cercana Estremoz. Esta fuerza de auxilio, dirigida en principio por André de Albuquerque y después por António Luís de Meneses, conde de Cantanhede, atacó las trincheras españolas a las ocho de la mañana del 17 de enero de 1659. La batalla estuvo indecisa en sus compases iniciales gracias a los esfuerzos del duque de San Germán y el resto de generales españoles, pero las fuerzas portuguesas consiguieron romper las líneas e infringieron una severa derrota a los tropas de Luis de Haro. Los españoles emprendieron la retirada con grandes pérdidas: de los 17 000 hombres que iniciaron el asedio de Elvas, tan solo 5000 soldados y 1300 unidades de caballería consiguieron regresar a Badajoz, mientras que toda la artillería, 5000 hombres, 15 000 armas de fuego y todos los pertrechos y la correspondencia fueron capturados por los portugueses.
El ejército luso volvió a poner sitio a Badajoz, pero una vez más no consiguió conquistarla. La firma del Tratado de los Pirineos el 7 de noviembre de 1659 puso fin a la guerra entre España y Francia, por lo que la recuperación de Portugal se convirtió en la prioridad del rey Felipe IV.